# Prínia verda
La prínia verda (Urolais epichlorus) és una espècie d'ocell passeriforme del gènere monotípic Urolais que pertany a la família Cisticolidae endèmica del golf de Guinea.

## Distribució i hàbitat
Es troba únicament a les muntanyes que hi ha entre l'oest del Camerun i l'est de Nigèria, a més de l'illa de Bioko.
L'hàbitat natural són els boscos humits tropicals de muntanya i les sabanes.